# Sérgio Mascarenhas de Oliveira
Sérgio Mascarenhas de Oliveira (Río de Janeiro, 2 de mayo de 1928 - Ribeirão Preto, 31 de mayo de 2021) fue un físico y químico brasileño que, además de contar con investigaciones relevantes en varias áreas, como la medicina, fue uno de los responsables de traer gran desarrollo social, científico y tecnológico a Brasil. Recibió varios premios como la Gran Cruz de la Orden Nacional del Mérito Científico (2002). Mascarenhas fue profesor invitado en algunas de las principales universidades del mundo, como Princeton, Harvard y MIT, entre otras.

## Biografía
Se graduó en física de la Universidad Federal del Estado de Río de Janeiro y en química en la Universidad Federal de Río de Janeiro entre 1947 y 1951. Allí tomó clases con científicos como César Lattes, Álvaro Alberto y Joaquim da Costa Ribeiro.
Después de un período como profesor en los Estados Unidos, decidió ir a São Carlos, una ciudad del interior de São Paulo. Fue invitado a ser profesor en Princeton, pero rechazó la oferta; prefirió “intentar hacer una diferencia en Brasil” (como él dice, “el científico debe ejercer su función social”). Participó en la escuela de ingeniería de la Universidad de São Paulo (USP) y allí creó el Instituto de Física y Química en la USP São Carlos.
Cuando el médico, industrial y político Ernesto Pereira Lopes quiso crear una universidad federal en São Carlos, reuniendo varias escuelas existentes, recibió de Mascarenhas una idea diferente: la de hacer una universidad desde cero, abriendo las puertas a áreas de poco conocimiento explorado por la ciencia en Brasil hasta entonces, como la física del estado sólido. Ernesto no solo estuvo de acuerdo, sino que lo llamó a ser decano de esta universidad, la Universidad Federal de São Carlos - UFSCar - en 1968. En 1972, Mascarenha creó la primera Ingeniería de Materiales en América Latina, en UFSCar.
Diez años después de la creación del Instituto São Carlos de Física y Química, colaboró en la creación de la Unidad de Apoyo a la Investigación y Desarrollo de Instrumentación - UAPDIA en Embrapa, hoy Embrapa Instrumentación. Allí desarrolló, junto a Silvio Crestana, un sistema de tomografía terrestre pionero en el mundo.
En 2005, a Mascarenhas se le diagnosticó hidrocefalia. Indignado por los métodos invasivos de la medicina para el tratamiento (el cráneo del paciente debe perforarse para medir la presión intracraneal), decidió investigar nuevas formas de tomar esta medición, lo que resultó en un método nuevo, mucho menos invasivo, en el que se coloca un dispositivo en el cuero cabelludo del paciente. Este proyecto, que revolucionó el tratamiento de la hidrocefalia, los tumores cerebrales y los traumatismos craneoencefálicos, se desarrolló en conjunto con la FAPESP y la Organización Mundial de la Salud, en la Facultad de Medicina de la USP en Ribeirão Preto.
Además de estos logros, fundó el Instituto de Estudios Avanzados de São Carlos, en la USP, el Instituto de Investigaciones Adib Jatene y el Programa Internacional de Estudios y Proyectos para América Latina - PIEPAL.
En sus últimos años propuso la creación de un curso universitario en Ingeniería de Sistemas Complejos, que aun no existe en Brasil. En 2020, dijo estar preocupado por la situación de la ciencia en el país. Para él, “Decir como se dice actualmente que Brasil no necesita ciencia básica es no saber nada sobre la evolución de la humanidad. De la investigación básica surge la ciencia aplicada. Si Brasil no sigue el camino de la ciencia, la computación, la inteligencia artificial, la robótica, la nanotecnología, será cada vez más colonizado por tecnología ajena [. . . ] El camino hacia el desarrollo pasa por la tecnología, la educación y el espíritu empresarial".

## Premios y honores
En 2019 fue galardonado con el premio Joaquim da Costa Ribeiro, que otorga la Sociedad Brasileña de Física a "investigadores con reconocidas contribuciones a lo largo de su carrera a la Física de la Materia Condensada y los Materiales en Brasil".